# TrueSkill
TrueSkill é um sistema de ranqueamento baseado em habilidades, desenvolvido pela Microsoft para uso no organizar partida de jogos eletrônicos na Xbox Live. Ao contrário do popular sistema de classificação Elo, que foi inicialmente projetado para xadrez, o TrueSkill foi projetado para suportar jogos com mais de dois jogadores.

## Cálculo
A habilidade de um jogador é representada como uma distribuição normal {\displaystyle {\mathcal {N}}} caracterizado por um valor médio de {\displaystyle \mu } (mu, representando a habilidade percebida) e uma variação de {\displaystyle \sigma } (sigma, representando o quão "não confiável" o sistema está no {\displaystyle \mu } valor). Assim sendo {\displaystyle {\mathcal {N}}(x)} pode ser interpretada como a probabilidade de que a habilidade "verdadeira" do jogador seja {\displaystyle x}.
No Xbox Live, os jogadores começam com {\displaystyle \mu =25} e {\displaystyle \sigma =25/3} ; {\displaystyle \mu } sempre aumenta após uma vitória e sempre diminui após uma perda. A extensão das atualizações reais depende do desempenho de cada jogador {\displaystyle \sigma } e quão "surpreendente" é o resultado para o sistema. Jogos desequilibrados, por exemplo, resultam em atualizações insignificantes quando o favorito vence ou em atualizações enormes quando o favorito perde surpreendentemente.
Gráficos de fatores e propagação de expectativas via correspondência de momentos são usados para calcular as equações de passagem de mensagens que, por sua vez, calculam as habilidades dos jogadores.
Os ranques dos jogadores são exibidos como uma estimativa conservadora de suas habilidades, {\displaystyle R=\mu -3\times \sigma }. Isso é conservador, porque o sistema tem 99% de certeza de que a habilidade do jogador é realmente maior do que o que é exibido como seu ranque.
O sistema pode ser usado com escalas arbitrárias, mas a Microsoft usa uma escala de 0 a 50 para o Xbox Live. Assim, os jogadores começam com um ranque de {\displaystyle R=25-3\cdot {\frac {25}{3}}=0}. Isso significa que a derrota de um novo jogador resulta em uma grande perda de sigma, que compensa parcial ou completamente sua perda de mu. Isso explica por que as pessoas podem ganhar ranques por perdas.

## Use em outros projetos
TrueSkill é patenteado, e o nome é marca registrada, portanto, é limitado a projetos da Microsoft e projetos comerciais que obtêm uma licença para usar o algoritmo.